# Provincia de Hovd
La aymag de Hovd (en mongol: Ховд аймаг) es una de las 21 aymags (provincias) de Mongolia. Está situada en el oeste del país, tiene una extensión de 75.901 km², para una población total de 86.831 habitantes (datos de 2000). Su capital es Hovd.